# Gemaal Pannerling
Gemaal Pannerling ligt in Doornenburg in de provincie Gelderland. Het gemaal pompt water uit het Pannerdensch Kanaal in de Linge.
In de jaren 50 van de 20e eeuw werd de Lingewetering (of Boven-Linge) even ten noorden van Doornenburg op het Pannerdensch Kanaal aangesloten, om de watervoorziening stroomafwaarts beter te kunnen regelen. Er kwam een inlaat bij het Pannerdensch Kanaal voor de water aanvoer.
In 2005 werd wegens verzanding van de inlaat daar een dam en stuw gebouwd met overloop bij hogere waterstanden. Er kwam een drijvend gemaal vanwege de grote schommelingen in de waterstand in het kanaal. Was de waterstand te laag dan konden de zuigbuizen worden verlengd om het water te bereiken. Er waren twee horizontale onderwaterschroefpompen elk met een capaciteit van 120 m³ per minuut. Omgekeerd, was de waterstand te hoog dan werd het drijvende gemaal afgekoppeld en naar de haven in Arnhem weggesleept om risico op schade te vermijden en de hinder voor de scheepvaart te verminderen.
In de jaren 2023-2025 is het drijvende gemaal vervangen. Er is een vast gemaal voor in de plaats gekomen met een vispassage. De capaciteit is tegelijk met 50% verhoogd naar 360 m³ per minuut.